# Бедрос Захарясевич
Бе́дрос Захаря́севич (також зустрічається Захаріяшо́вич; дати народження і смерті невідомі) — український золотар кінця XVII століття. Вірменин за походженням.
Працював упродовж 1670-х—1690-х років у королівській ювелірній майстерні у Львові. Належав до золотарського цеху. Оправляв у золото та оздоблював інкрустацією щити, сагайдаки, кінську збрую для короля Яна III Собеськогоо, польських та українських магнатів.